# Amblyiulus continentalis
Amblyiulus continentalis är en mångfotingart som först beskrevs av Carl Graf Attems 1903.  Amblyiulus continentalis ingår i släktet Amblyiulus och familjen kejsardubbelfotingar. Inga underarter finns listade i Catalogue of Life.